# Western de groază
Western de groază (din engleză: Horror Western) este un subgen al genurilor horror și Western. Își are rădăcinile în filme precum Curse of the Undead (1959), cu Michael Pate ca vampir; și Billy the Kid Versus Dracula (1966), care prezintă tâlharul din lumea reală Billy the Kid  care luptă împotriva vampirului fictiv Dracula (interpretat de  John Carradine).

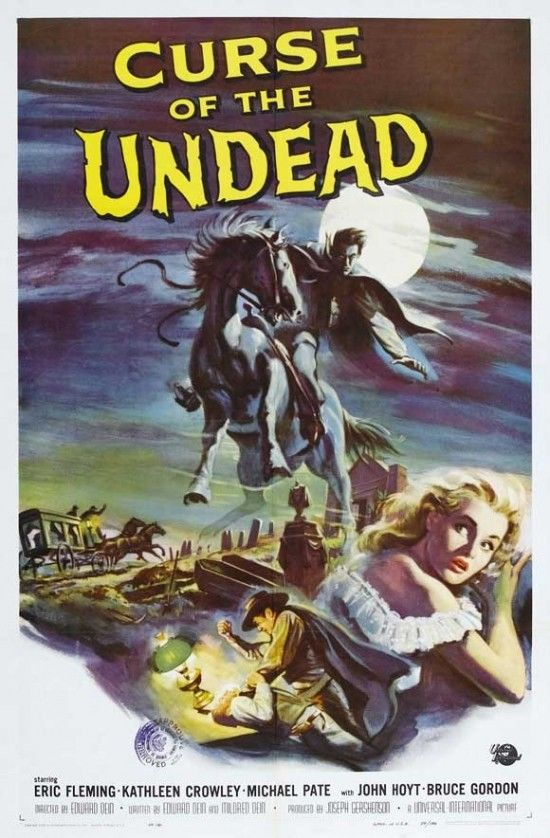
Afișul filmului Curse of the Undead (1959)

Exemple mai noi includ Crepuscul (Near Dark, 1987) în regia lui Kathryn Bigelow, care spune povestea unui om care se îndrăgostește de o femeie vampir. De la apusul la răsăritul soarelui (1996), regizat de Robert Rodriguez, prezintă răufăcători care luptă împotriva vampirilor. Vampirii (Vampires, 1998), de John Carpenter, este despre un grup de vampiri și vânători de vampiri care caută o relicvă străveche în Vechiul Vest. Plăcerea de a ucide (Ravenous, 1999) prezintă acte de canibalism într-un avanpost îndepărtat al Armatei Statelor Unite, iar Demonii întunericului (The Burrowers, 2008) este despre o bandă de urmăritori care sunt vânați de creaturile titulare. Abraham Lincoln: Vânător de Vampiri (2012) descrie viața lui Abraham Lincoln ca un secret vânător de vampiri. Tomahawkul de os (Bone Tomahawk, 2015) a fost foarte apreciat de critici pentru povestea sa de canibalism, dar, ca multe alte filme ale genului, nu a avut un succes comercial.
Printre jocurile care combină cele două genuri, Deadlands este un joc de rol de istorie alternativă. Undead Nightmare (2010), o expansiune a Red Dead Redemption (2010) este un exemplu de joc video Western de groază, care spune povestea unui focar de zombi în Vestul Sălbatic.
Benzi desenate Western de groază: High Moon (2007–2010; 2017, Zuda, DC Comics), Turnul întunecat (2007 - prezent, Marvel Comics) etc.

## Listă de filme western de groază
- Se sei vivo spara (1967), regia Giulio Questi
- Străinul fără nume (High Plains Drifter, 1973)
- Hex (1973)
- Lumea roboților (Westworld, 1973)
- Crepuscul (Near Dark, 1987)
- Călărețul palid (Pale Rider, 1985)
- Sundown: The Vampire in Retreat (1989)
- Creaturi ucigașe (Tremors, 1990)
- Vânătorul din Vestul Sălbatic (Into the Badlands, 1991)
- Cannibal: The Musical (1993)
- Vampirii (Vampires, 1998)
- Plăcerea de a ucide (Ravenous, 1999)
- Orașul fantoma (Phantom Town, 1999)
- Purgatory (1999)
- Zbor întunecat (Dead Birds, 2004)
- The Quick and the Undead (2006)
- Zombii în Vestul Sălbatic  (Undead or Alive, 2007)
- Regina vampirilor 2 (BloodRayne 2: Deliverance, 2007)
- Dead Noon (2007)
- Demonii întunericului (The Burrowers, 2008)
- Blood River (2009)
- Gallowwalker (2012)
- Răzbunare în orașul morții (Dead in Tombstone, 2013)
- Revelation Trail (2013)
- Tomahawkul de os (Bone Tomahawk, 2015)
- Turnul întunecat (The Dark Tower, 2017)
- The Wind (2018)
- Prizonieri pe tărâmul spiritelor (2021)

Scurtmetraje de animație
- Cântec din Locul Uitat de Lume (The Backwater Gospel, 2011)